# Убах Фонт, Мария
Мария Убах Фонт (фр. Maria Ubach Font, род. 14 июня 1973 года, Ла-Масана, Андорра) — андоррский дипломат, политический и государственный деятель. Член партии «Демократы Андорры», лидером которой является Антони Марти. В прошлом — министр иностранных дел Андорры (2017—2023).

## Биография
Родилась 14 июня 1973 года в общине Ла-Масана.
В 1998 году получила степень по экономике Университета Тулуза 2 и степень магистра по международным отношениям и зарубежной деятельности Университета Париж IV Сорбонна. Говорит на каталонском, французском, английском и испанском языках.
С 1998 года работает при министерстве иностранных дел Андорры. Была постоянным представителем Андорры в Совете Европы.
В 2001—2006 годах занимала должность первого секретаря посольства Андорры в Париже и постоянного представителя Андорры при ЮНЕСКО. В 2006—2011 годах была директором по международным отношениям в министерстве иностранных дел Андорры. В 2011—2015 годах была послом Андорры во Франции, Португалии и ЮНЕСКО с резиденцией в Париже. В 2015—2017 годах была послом Андорры в Европейском Союзе, Бельгии, Нидерландах, Люксембурге и Германии с резиденцией в Брюсселе.
17 июля 2017 года получила портфель министра иностранных дел в правительстве во главе с премьер-министром Антони Марти, сформированном по результатам парламентских выборов 1 марта 2015 года. Мария Убах сохранила кресло министра иностранных дел в новом правительстве Андорры во главе с премьер-министром Ксавьером Эспотом Саморой, сформированном по результатам парламентских выборов 7 апреля 2019 года.